# Yucca glauca

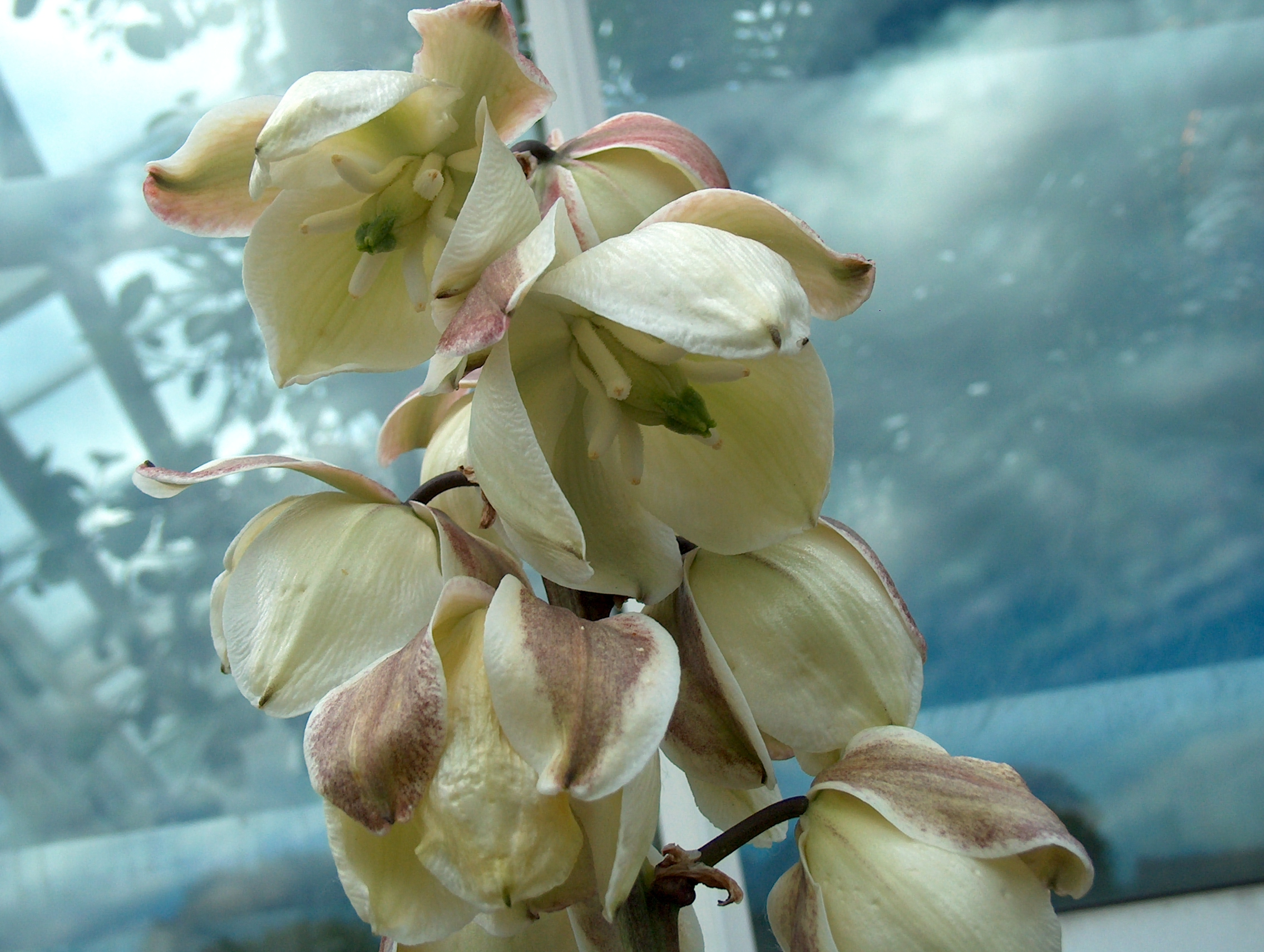
Flores

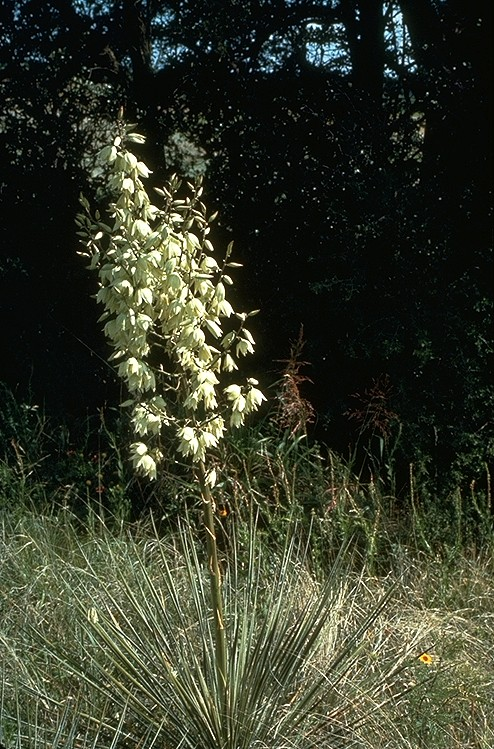
Inflorescencia

Yucca glauca es una especie de planta perenne, adaptada a condiciones xéricas de crecimiento (seco).

## Descripción
Yucca glauca forma colonias de rosetas. Las hojas son largas y estrechas, de hasta 60 cm de largo, raramente más de 12 mm de diámetro. La inflorescencia es de hasta 100 cm de altura, a veces no ramificada. Las flores son colgantes (caídas, colgando hacia abajo), de color blanco a verde muy pálido. El fruto es una cápsula seca con semillas de color negro brillante.

## Distribución
Yucca glauca es nativa de centro de América del Norte: donde se encuentra en las praderas canadienses de Alberta y Saskatchewan, en Canadá; al sur a través del Great Plains hasta Texas y Nuevo México en Estados Unidos.

## Polinizadores
La "hormiga de la miel" (Myrmecocystus mexicanus), entre otras especies, se ha observado que recoge el néctar de la Y. glauca.

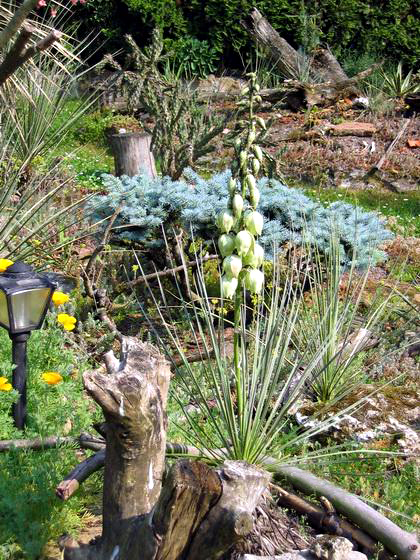
Vista de la planta

## Usos
Yucca glauca era una planta de la medicina tradicional nativa americana, utilizada por los Pies negros, Cheyennes, Lakota, y otras tribus.
Entre los Zuñi, las vainas se hierven y se utilizan para la alimentación. Las hojas se convierten en pinceles y son utilizados para la decoración de la cerámica, máscaras ceremoniales, altares y otros objetos. Las hojas también se remojan en agua para ablandarlas y hacer cuerdas anudándolas juntas. Las hojas secas se dividen, trenzadas y son convertidas en almohadillas de la cabeza para portar vasijas con agua. Las hojas también se utilizan para la fabricación de esteras, cojines y otros artículos. Las raíces son peladas golpeándolas, convertidas en espuma y se utiliza para el lavado de la cabeza, prendas de lana y mantas.

## Taxonomía
Yucca glauca fue descrita por Thomas Nuttall y publicado en Catalogue of New and Interesting Plants Collected in Upper Louisiana no. 89. 1813.
Etimología
Yucca: nombre genérico que fue nombrado por Carlos Linneo y que deriva por error de la palabra taína: yuca (escrita con una sola "c").
glauca: epíteto latíno que significa "de color verde azulado"
Sinonimia
- Yucca angustifolia Pursh.
- Yucca glauca var. gurneyi McKelvey
- Yucca glauca subsp. stricta (Sims) Hochstätter
- Yucca stenophylla Steud.
- Yucca stricta Sims[13][14]